# Shericka Williamsová
Shericka Williamsová (* 17. září 1985, Black River, Saint Elizabeth Parish) je jamajská atletka, sprinterka. Její hlavní disciplínou je běh na 400 metrů, věnuje se také dvoustovce a štafetovým běhům na 4×400 metrů.

## Kariéra
Prvním úspěchem jamajské atletky byla stříbrná medaile ze štafety na 4×400 m z mistrovství světa 2005 v Helsinkách. Na čtvrtce skončila její cesta v semifinálovém běhu. O dva roky později v Ósace získala z jamajskou štafetou další stříbro. V individuálním závodě skončila těsně před branami finále, když byla první nepostupující.
Na letních olympijských hrách 2008 v Pekingu doběhla ve finále na druhém místě v čase 49,69 s. Do sbírky přidala i bronz ze štafety, ve které společně běžely také Shereefa Lloydová, Rosemarie Whyteová a Novlene Williamsová-Millsová.
V roce 2009 se stala v Berlíně vicemistryní světa v běhu na 400 metrů. V cíli byla rychlejší jen Američanka Sanya Richardsová. Později zajistila jamajské štafetě stříbrné medaile, když běžela poslední úsek štafety a cílem proběhla v čase 3:21,15. Třetí Rusky, za které finišovala bronzová medailistka ze čtvrtky Antonina Krivošapková doběhly v konečném čase 3:21,64. Na Mistrovství světa v atletice 2011 v jihokorejském Tegu doběhla ve finále v čase 50,79 s na 6. místě. Stříbrnou medaili poté získala ve štafetovém běhu na 4×400 metrů, kde společně s Rosemarie Whyteovou, Davitou Prendergastovou a Novlene Williamsovou-Millsovou zaběhly nový jamajský rekord 3:18,71.

## Osobní rekordy
- 200 m – 22,50 s – 7. září 2008, Rieti
- 400 m – 49,32 s – 18. srpna 2009, Berlín